# Nedine longipes
Nedine longipes är en skalbaggsart som beskrevs av Thomson 1864. Nedine longipes ingår i släktet Nedine och familjen långhorningar. Inga underarter finns listade i Catalogue of Life.